# Geschützter Landschaftsbestandteil

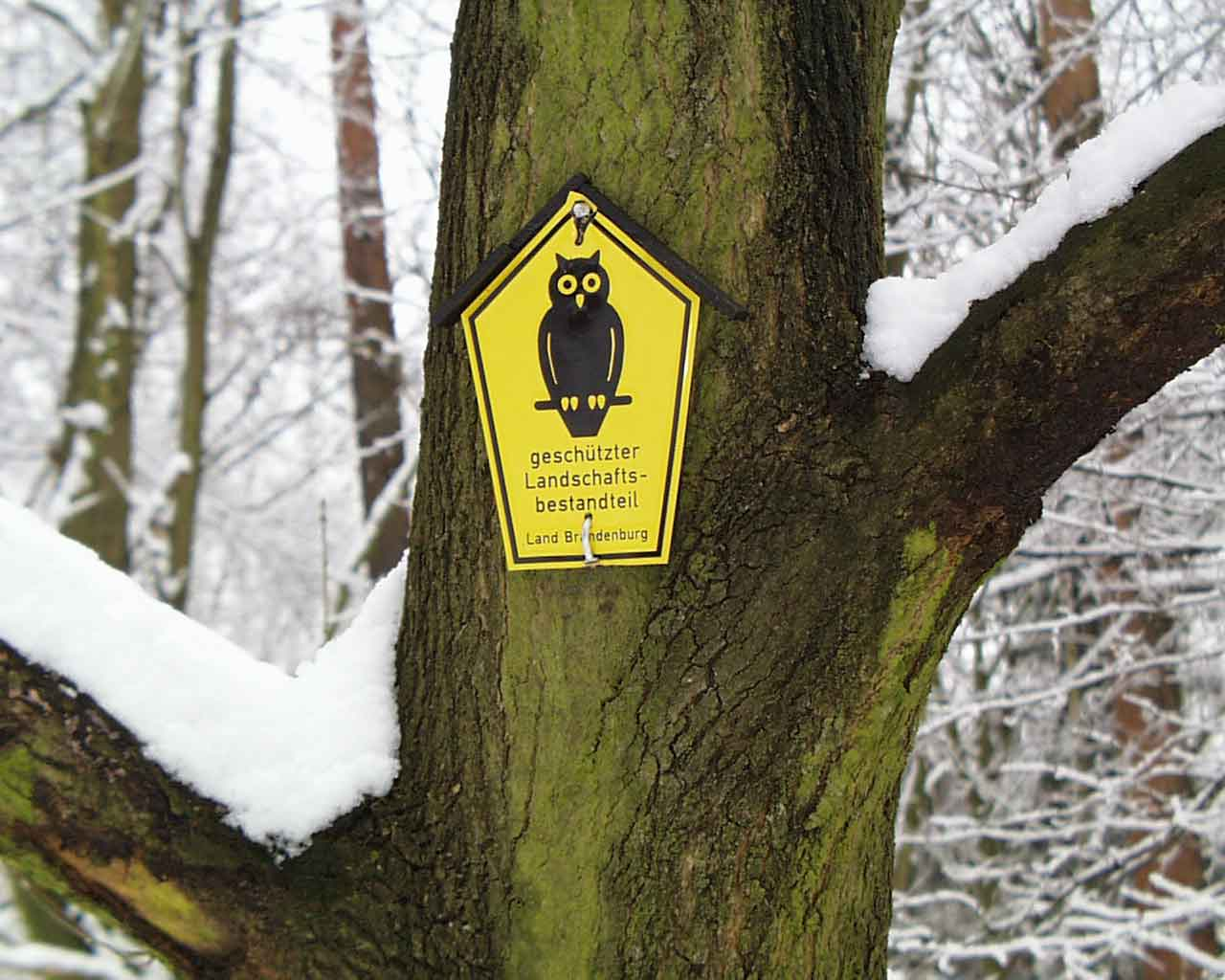
Hinweistafel „Geschützter Landschaftsbestandteil“

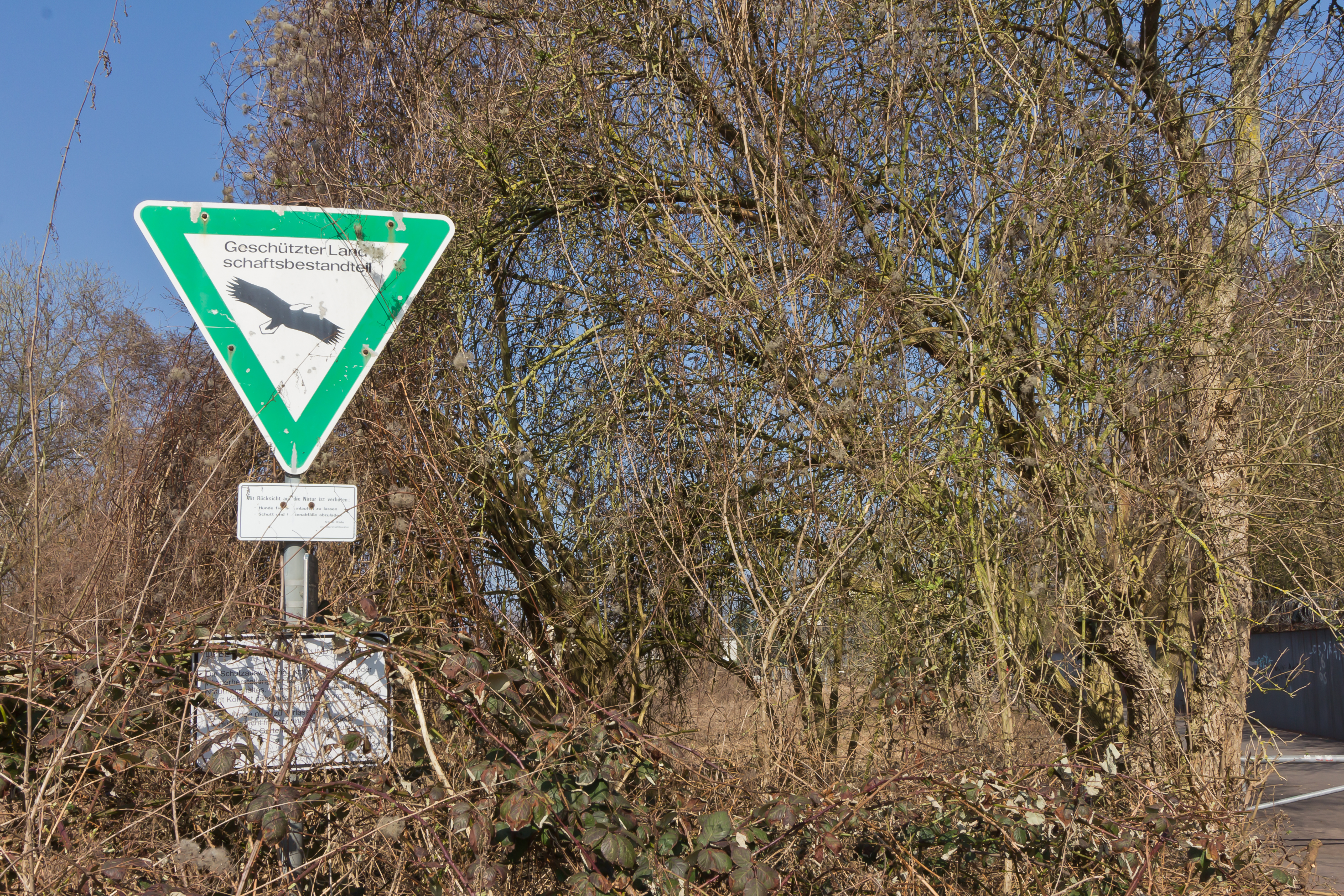
Hinweisschild in Köln

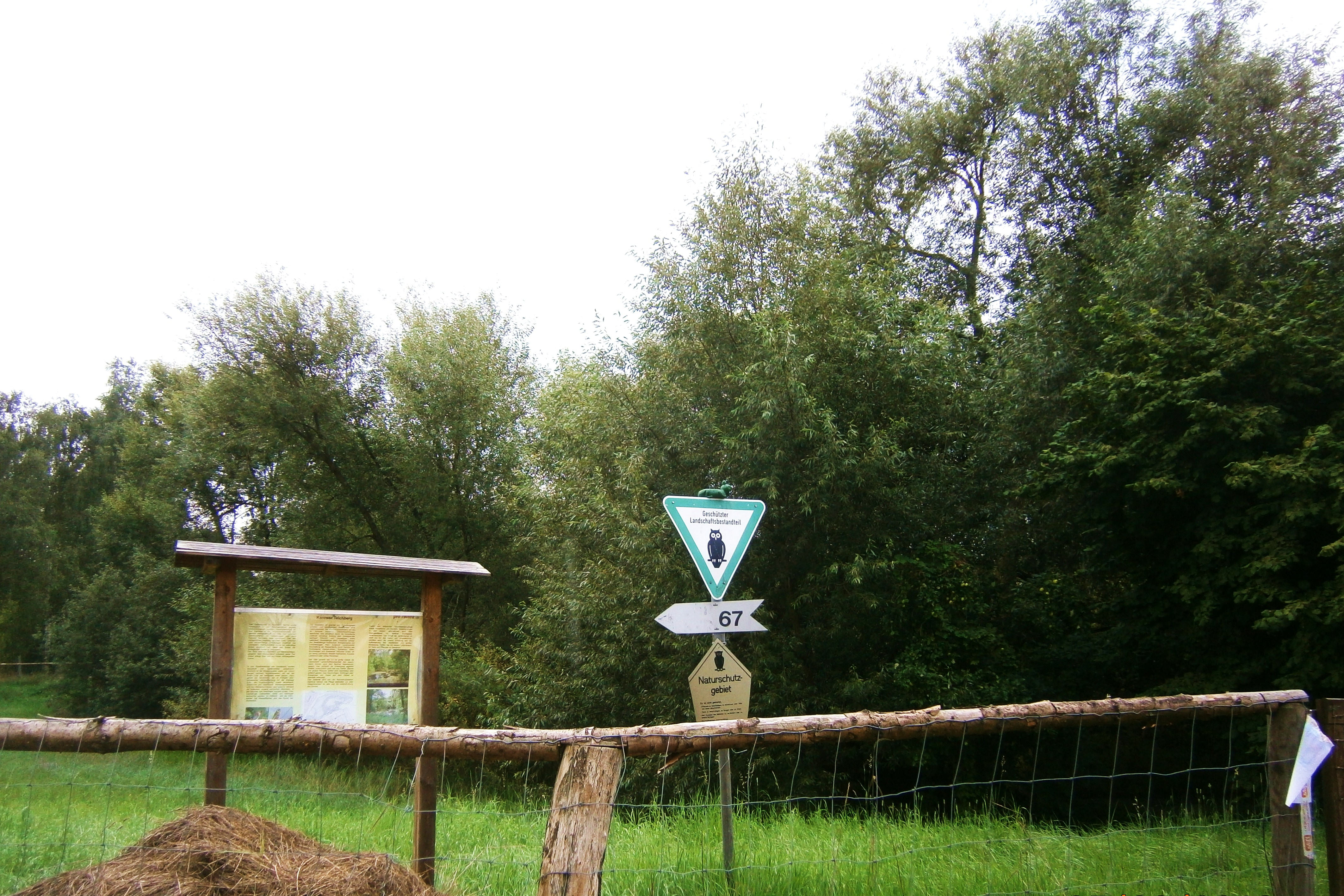
Karower Teichberg in Berlin

Ein geschützter Landschaftsbestandteil (gLB) ist in Deutschland ein nach § 29 Bundesnaturschutzgesetz rechtsverbindlich festgesetzter Teil von Natur und Landschaft, deren besonderer Schutz
- zur Erhaltung, Entwicklung oder Wiederherstellung der Leistungs- und Funktionsfähigkeit des Naturhaushalts,
- zur Belebung, Gliederung oder Pflege des Orts- oder Landschaftsbildes,
- zur Abwehr schädlicher Einwirkungen oder
- wegen ihrer Bedeutung als Lebensstätten bestimmter wild lebender Tier- und Pflanzenarten

erforderlich ist (Gesetzestext).
Ein geschützter Landschaftsbestandteil wird, wie alle geschützten Teile von Natur und Landschaft in Deutschland, durch eine Erklärung rechtswirksam. Festgelegt werden dabei die Abgrenzung des Gebiets, die Schutzziele und ggf. für den Schutz erforderliche Maßnahmen, wie Gebote und Verbote für Nutzungen oder Pflege. In welcher Form diese Erklärung erfolgt, richtet sich nach Landesrecht. Sie kann z. B. per Erlass oder als Rechtsverordnung erfolgen.
Abweichend von den anderen Schutzgebiets-Kategorien kann sich der Schutz als geschützter Landschaftsbestandteil auch pauschal auf den gesamten Bestand an Alleen, einseitigen Baumreihen, Bäumen, Hecken oder anderen Landschaftsbestandteilen in einem Gebiet (z. B. einem Landkreis oder in einem Bundesland) erstrecken. Die Länder können weitere Gebietskategorien festlegen, die zum geschützten Landschaftsbestandteil erklärt werden können und abweichende Vorschriften für ihre Ausweisung festlegen. 
Geschützte Landschaftsbestandteile sind in der Regel kleinräumige, überschaubare Strukturen (eine Hecke, eine Baumgruppe). Großräumige Schutzgebiete werden nach dieser Kategorie nicht ausgewiesen. Besonders wertvolle Einzelbäume werden in der Regel nicht als gLB, sondern als Naturdenkmal geschützt.
Die Beseitigung des geschützten Landschaftsbestandteils sowie alle Handlungen, die zu seiner Zerstörung, Beschädigung oder Veränderung führen können, sind verboten. Ausnahmen von diesem Verbot sind nur zulässig, wenn sie aus zwingenden Gründen, z. B. der Verkehrssicherung, durchgeführt werden müssen. Die Länder können für den Fall der Bestandsminderung, z. B. bei teilweiser Fällung der Allee oder abschnittsweiser Beseitigung der Hecke, die Verpflichtung zu Ersatzpflanzungen festlegen. Die Verkehrssicherungspflicht im Falle von geschützten Landschaftsbestandteilen (und Naturdenkmalen) ist in der Praxis häufig umstritten. Weist der Eigentümer des gLBs die Behörde z. B. auf einen Gefahrenbaum hin und beantragt dessen Fällung, und die Behörde lehnt dies wegen des Schutzstatus ab, sind viele Juristen der Meinung, dass die Verkehrssicherungspflicht dann auf die Behörde übergeht.
Wie alle Schutzgebiete sollen geschützte Landschaftsbestandteile gekennzeichnet werden. Zur Kennzeichnung dienen in der Regel Schilder mit denselben Bildsymbolen wie bei Natur- und Landschaftsschutzgebieten, aber mit verkleinerten Abmessungen. Die Kennzeichnung ist je nach Bundesland unterschiedlich.
Als Abkürzung wird je nach Bundesland gLB, GLB oder LB verwendet.